# New Zealand National Soccer League
De New Zealand National Soccer League was de naam van de nationale voetbalcompetitie waarin de topclubs van Nieuw-Zeeland tegen elkaar uitkwamen en waarvan de winnaar zich landskampioen van Nieuw-Zeeland mocht noemen.

## 1970-1992
De competitie werd opgericht in 1970 en was daarmee de eerste nationale competitie in welke tak van sport dan ook in Nieuw-Zeeland. Het was een competitie in de puurste zin van het woord, de deelnemende clubs speelden een thuis- en uitwedstrijd tegen elke club en de club met het hoogste puntentotaal was kampioen en de laagst geëindigde club degradeerde aan het eind van het seizoen en er promoveerden clubs uit lagere divisies naar de 'NZSL'.
De competitie ging in 1970 van start met acht deelnemende clubs. Drie clubs kwamen uit de 'Northern League' (Blockhouse Bay AFC (Auckland), Eastern Suburbs AFC (Auckland), Mount Wellington FC), eveneens drie clubs kwamen uit de 'Central League' (Stop Out FC (Lower Hutt), Gisborne City (Gisborne), Western Suburbs FC (Wellington), uit de 'Southern League' verenigden vier clubs (Christchurch City, Rangers AFC (Christchurch), Shamrock en Dunedin Technical) zich in de nieuwe club Christchurch United en de laatste deelnemende club moest zich via een play-off plaatsen. Deze play-off werd gehouden tussen de nummers vier van de 'Northern League' (North Shore United (North Shore) en de 'Central League' (Hungaria FC (Wellington), welke Hungaria door middel van een uitzege (1-0) en door thuis gelijk te spelen (1-1) werd gewonnen.
De eerste eindstand zag er als volgt uit:
| # | Club                 | Wed. | Gew. | Gel. | Verl. | Pnt. | Doelsaldo |
| - | -------------------- | ---- | ---- | ---- | ----- | ---- | --------- |
| 1 | Blockhouse Bay       | 14   | 10   | 2    | 2     | 22   | 40-16     |
| 2 | Eastern Suburbs AFC  | 14   | 10   | 2    | 2     | 22   | 33-17     |
| 3 | Christchurch United  | 14   | 9    | 2    | 3     | 20   | 40-26     |
| 4 | Mount Wellington AFC | 14   | 7    | 3    | 4     | 17   | 35-33     |
| 5 | Stop Out FC          | 14   | 4    | 2    | 8     | 10   | 25-38     |
| 6 | Gisborne City        | 14   | 3    | 3    | 8     | 9    | 22-32     |
| 7 | Hungaria FC          | 14   | 3    | 3    | 8     | 9    | 24-36     |
| 8 | Western Suburbs FC   | 14   | 1    | 1    | 12    | 3    | 18-40     |

Blockhouse Bay werd dus de eerste landskampioen van Nieuw-Zeeland. De als laatste geëindigde club, Western Suburbs FC degradeerde niet, omdat de competitie werd uitgebreid naar tien clubs. Mount Albert-Ponsonby AFC (Auckland) en Caversham FC (Dunedin) promoveerden via play-offs naar de 'NZSL'.

### Kampioenen, degradatie/promotie
| Jaar | Aantal clubs | Kampioen | Degradatie                                           | Promotie                                                                                       |
| ---- | ------------ | --- | ---------------------------------------------------- | ---------------------------------------------------------------------------------------------- |
| 1970 | 8            | Blockhouse Bay | -                                                    | Mount Albert-Ponsonby AFC Caversham FC                                                         |
| 1971 | 10           | Eastern Suburbs AFC | Western Suburbs AFC                                  | New Brighton AFC (Christchurch)                                                                |
| 1971 | 10           | * Hungaria werd Wellington City |                                                      |                                                                                                |
| 1972 | 10           | Mount Wellington AFC | Auckland City AFC                                    | Wellington Diamond United                                                                      |
| 1972 | 10           | * Mount Albert-Ponsonbay werd Auckland City AFC |                                                      |                                                                                                |
| 1973 | 10           | Christchurch United | Caversham FC                                         | North Shore United                                                                             |
| 1974 | 10           | Mount Wellington AFC | Wellington Diamond United                            | Caversham FC                                                                                   |
| 1975 | 10           | Christchurch United | Wellington City                                      | Wellington Diamond United                                                                      |
| 1976 | 10           | Wellington Diamond United | Gisborne City                                        | Hamilton FC Dunedin City Nelson United (Nelson)                                                |
| 1977 | 12           | North Shore United | New Brighton AFC Dunedin City Caversham FC           | Courier Rangers Waterside FC Woolston WMC (Christchurch)                                       |
| 1978 | 12           | Christchurch United | Hamilton FC Waterside FC Woolston WMC                | Manawatu United Dunedin City Manurewa FC (Manukau)                                             |
| 1979 | 12           | Mount Wellington AFC | Manawatu United Courier Rangers Eastern Suburbs AFC  | Hamilton FC Gisborne City Rangers AFC (Christchurch)                                           |
| 1980 | 12           | Mount Wellington AFC | Stop Out FC Blockhouse Bay Nelson United             | Takapuna City Woolston WMC Miramar Rangers (Wellington)                                        |
| 1981 | 12           | Wellington Diamond United | Takapuna City Woolston WMC Rangers AFC               | East Coast Bays AFC (Auckland) Napier City Rovers (Napier) Invercargill Thistle (Invercargill) |
| 1982 | 12           | Mount Wellington AFC | Hamilton FC East Coast Bays AFC Invercargill Thistle | Papatoetoe Nelson United Dunedin Technical                                                     |
| 1983 | 12           | Manurewa FC | Dunedin Technical                                    | Auckland University AFC                                                                        |
| 1983 | 12           | * Invoering drie punten voor een gewonnen wedstrijd                                                                                                   |                                                      |                                                                                                |
| 1984 | 12           | Gisborne City | -                                                    | -                                                                                              |
| 1984 | 12           | Auckland University AFC (als 12e geëindigd) handhaafde zich door middel van promotie/degradatie-wedstrijden                                           |                                                      |                                                                                                |
| 1985 | 12           | Wellington Diamond United | Napier City Rovers                                   | Manawatu United                                                                                |
| 1985 | 12           | * Wellington Diamond United fuseerde met Wellington City en werd Wellington United                                                                    |                                                      |                                                                                                |
| 1986 | 12           | Mount Wellington AFC | Auckland University AFC                              | Mount Manganui FC (Tauranga) Napier City Rovers Hutt Valley United (Lower Hutt)                |
| 1986 | 12           | * Auckland University AFC (als 9e geëindigd) degradeerde omdat hun veld niet de juiste afmetingen had * Maurewa (12e) behield hun plaats in de 'NZSL' |                                                      |                                                                                                |
| 1987 | 14           | Christchurch United | Dunedin City                                         | Waikato United                                                                                 |
| 1987 | 14           | * Dunedin City (als 12e geëindigd) degradeerde wegens financiële redenen * Miramar Rangers (14e) behield hun plaats in de 'NZSL'                      |                                                      |                                                                                                |
| 1988 | 14           | Christchurch United | Nelson United Manawatu United                        | Waitakere City FC (Auckland) Waterside FC (Wellington)                                         |
| 1988 | 14           | * Nelson United (als 13e geëindigd) degradeerde omdat hun veld niet de juiste afmetingen had.                                                         |                                                      |                                                                                                |
| 1989 | 14           | Napier City Rovers | Papatoetoe                                           | New Plymouth Old Boys                                                                          |
| 1990 | 14           | Waitakere City FC | Waterside Karori                                     | Nelson United                                                                                  |
| 1991 | 14           | Christchurch United | Gisborne City                                        | Papatoetoe                                                                                     |
| 1992 | 14           | Waitakere City FC | -                                                    | -                                                                                              |

De 'NZSL' werd na afloop van het seizoen 1991/92 wegens financiële redenen ontbonden.

## 1993-1995
Na de ontbinding van de 'NZSL' werd een nieuwe liga opgericht om de landskampioen van Nieuw-Zeeland aan te kunnen wijzen. Deze werd de "Superclub competition" genoemd. Aan deze competitie namen 30 clubs deel die in drie regionale groepen een competitie speelden waarop de acht beste clubs in een halve nationale competitie (over zeven wedstrijden) om kampioenstitel streden.

### Kampioenen
De landskampioenen in deze periode waren:
| Jaar | Kampioen           |
| ---- | ------------------ |
| 1993 | Napier City Rovers |
| 1994 | North Shore United |
| 1995 | Waitakere City FC  |

## 1996-1998
In 1996 werd voor de tweede keer een nationale liga opgericht en werd de "National Summer Soccer League" genoemd. Deze competitie werd (meestal) in de zomer maanden gespeeld en kende geen promotie /degradatie regeling. De deelnemende clubs werden uitgenodigd om deel te nemen, en gebeurde vooral op grond van financiële basis en plaats van herkomst (spreiding over Nieuw-Zeeland). Deze kampioenschappen werden afgesloten met play-off wedstrijden waarin de hoogst geëindigde clubs aan deel namen.
Om de competitie aantrekkelijker te maken, werden in 1996 en 1997 gewonnen wedstrijden met vier punten beloond, wedstrijden die gelijk eindigden werden na afloop met een strafschoppenserie afgesloten, waarbij de winnende club met twee punten werd beloond en de verliezer met één punt. In 1998 werd het 'normale' punten systeem weer ingevoerd.

### Kampioenen
De landskampioenen in deze periode waren:
| Jaar | Kampioen           |
| ---- | ------------------ |
| 1996 | Waitakere City FC  |
| 1997 | Waitakere City FC  |
| 1998 | Napier City Rovers |

## 1999
In het seizoen 1999 werd de nationale competitie andermaal ontbonden. Er werden twee liga's opgericht, de "North Island Soccer League" (NISL) en de "South Island Soccer League" (SISL). De beide winnaars van deze in de wintermaanden gespeelde competities speelden een finalewedstrijd om het landskampioenschap.

### Kampioen
De winnaar van de NISL, Central United (Auckland), versloeg de winnaar van de SISL, Dunedin Technical, na verlenging met 3-1

## 2000–2003
In 2000 werd de nationale liga voor de derde maal opgericht, nu ook weer 'National Soccer League' genoemd. Net als de oorspronkelijke competitie van 1970 werd deze in de wintermaanden gespeeld en werd het promotie/degradatie systeem gehanteerd. In het eerste seizoen werd een bonuspunt toegekend voor het scoren van vier of meer doelpunten in één wedstrijd, maar na één seizoen werd deze regel ook weer geschrapt. Wel werd de in 1999 ingevoerde play-off voor de hoogste clubs gehandhaafd en het kampioenschap werd hierin beslist.
Van de tien deelnemende clubs kwamen zeven team voort uit de NISL, Central United, Waitakere City FC, Napier City Rovers, Mount Wellington AFC, Miramar Rangers, Metro AFC en Manawatu AFC (Palmerston North), en drie uit de SISL, Dunedin Technical, Nelson Suburbs en Woolston WMC).

### Kampioenen, degradatie/promotie
| Jaar | Aantal clubs | Kampioen | Degradatie        | Promotie             |
| ---- | ------------ | --- | ----------------- | -------------------- |
| 2000 | 10           | Napier City Rovers | Nelson Suburbs    | Tauranga City United |
| 2000 | 10           | * Nelson Suburbs (als 7e geëindigd) degradeerde wegens financiële redenen. * Metro AFC (als 10e geëindigd) handhaafde zich door middel van promotie/degradatie-wedstrijden. |                   |                      |
| 2001 | 10           | Central United | Metro AFC         | North Shore United   |
| 2002 | 10           | Miramar Rangers | Waitakere City FC | Caversham FC         |
| 2003 | 10           | Miramar Rangers | -                 | -                    |

## 2004
2004 was het overgangsjaar tussen de National Soccer League en de New Zealand Football Championship en dit jaar werd er alleen in de regionale competities gespeeld. Er werd dit jaar niet om het landskampioenschap gestreden.
Op 15 oktober 2004 werd de New Zealand Football Championship opgericht, als een gesloten competitie waaruit niet gedegradeerd kan worden. Het zou een markant gebeuren in de voetbalgeschiedenis van Nieuw-Zeeland innemen. De traditionele clubs werden niet tot deze competitie toegelaten, maar werden vervangen door acht nieuwe zelfstandige voetbalorganisaties.